# Cal Sort
Cal Sort és una casa pairal de l'Albi (Garrigues) inclosa a l'Inventari del Patrimoni Arquitectònic de Catalunya.

## Descripció
Aquesta casa pairal de planta baixa i primer pis havia pertangut a una hisenda familiar. La façana mostra l'esplendor i les possibilitats econòmiques del moment en què es construí. La planta baixa té dues finestres i al costat dret, la porta. Tota aquesta zona està decorada amb una mena de pilastres que imiten l'encoixinat, tot i que de forma més estilitzada. La separació dels pisos es fa per una cornisa amb motllures decoratives imitant un fris clàssic i dues mènsules sustenten el balcó.
El pis superior té dos balcons de balustre corregut coronats amb motius ornamentals. A sobre hi ha una cornisa amb un fris amb motius vegetals i decoració arquitectònica que fa de guardapols als balcons, un d'ells, datat el 1903. Ja com a remat de la façana trobem una barana massissa coronada per un floró central i pinyes als extrems.

## Història
El propietari que la construí fou Fernando Cunillera; la seva família tenia propietats a Andalusia com ara molins o una destil·leria d'alcohol. Als anys noranta del segle xx hi vivia Martí Lladó.